# Symmachia accusatrix
Symmachia accusatrix is een vlindersoort uit de familie van de prachtvlinders (Riodinidae), onderfamilie Riodininae.
Symmachia accusatrix werd in 1851 beschreven door Westwood.